# Smiling Friends
Smiling Friends is een geanimeerde televisieserie gemaakt door Zach Hadel en Michael Cusack voor Adult Swim, dat draait om de surrealistische tegenslagen van een klein bedrijf en zijn vier werknemers en hun baas die zich toeleggen op het laten lachen van hun klanten.
Smiling Friends gebruikt een verscheidenheid aan verschillende animatie stijlen en technieken om de personages en achtergronden tot leven te brengen. Dit omvat, maar is niet beperkt tot, traditionele animatie, CGI, rotoscoping, stop-motion 3D en live-action .
De pilot-aflevering werd onaangekondigd uitgezonden op 1 april 2020, als onderdeel van het jaarlijkse April Fools 'Day-evenement van Adult Swim, naast de première van Cusacks andere serie, YOLO. Op 19 mei 2021 bestelde Adult Swim een volledig seizoen dat aanvankelijk eind 2021 in première zou gaan. Een panel gewijd aan de serie werd gehouden tijdens het Adult Swim Festival op 12 november 2021, waar mede-maker Zach Hadel zei dat de show "binnen een paar maanden" in première zal gaan, waardoor het releaseschema werd vervroegd naar 2022. Het eerste seizoen bevat negen afleveringen, inclusief de pilot en een special van 11 minuten. Het eerste seizoen ging uiteindelijk in première op 10 januari 2022, waarbij Adult Swim alle afleveringen van het seizoen, behalve de special, in één avond uitzond, ondanks de aanvankelijke plannen voor een wekelijkse release.
De serie kreeg lovende kritieken en werd op 9 februari 2022 verlengd voor een tweede seizoen; De eerste aflevering van dit tweede seizoen werd voor het eerst uitgezonden op 1 april 2024,. In tegenstelling tot het eerste seizoen kreeg het tweede wel een wekelijkse release van nieuwe afleveringen waarbij de tweede aflevering voor het eerst in première ging op 13 mei. Op 13 juni 2024 kondigde Adult Swim aan een derde seizoen te hebben besteld.

## Verhaal
De serie volgt de dagelijkse tegenslagen en streken tijdens de werkdagen van een bedrijf 'Smiling Friends' genaamd dat zich toelegt op het brengen van vreugde en geluk aan haar klanten. De vier werknemers zijn de optimistische Pim Pimling (Cusack), de cynische Charlie Dompler (Hadel), de uitgestreken Allan Red (Cusack) en Glep, een groen klein mannetje dat onverstaanbaar spreekt maar voor de overige werknemers te verstaan is. Het bedrijf wordt geleid door de excentrieke en altijd goedgehumeurde Mr. Boss. De werknemers hangen meestal rond in de kantine van het bedrijf tot zij van Mr. Boss een opdracht krijgen die altijd simpel wordt uitgelegd maar meestal een grotere uitdaging blijken te zijn dan verwacht vanwege de vaak diepgewortelde aard van de problemen van hun cliënten.

## Stemcast

### Hoofdrollen
- Michael Cusack als Pim Pimling / Allan Red / Mr. Pimling / Bliblie / Imp / Witch / Fairies / Grim / Ketchup / Crazy Twins / Mr. Frog / Pepper / Amy Pimling / Mrs. Pimling / Rex / Jeremy / Hell Faces / James / Skeletpiraat / Professor Daniel Psychotisch / Vet #1 /
- Zach Hadel als Charlie Dompler / Glep / Bliblie / Boss Baby / DJ Spit / Desmond's Mom / Gnarly / Mip / Mr. Frog Fan / Mr. Peanut / Ronald Reagan / Salt / The Century Egg / Satan / Charlie's oma / kleinzoon Gleppie / Gwimbly / Groxia's vrouw / Plilford / meneer huisbaas / Homunculus / Fat #2 / Gwimbly
- Marc M. als Mr. Boss / Airport Guy / Construction Goblin / extra stemmen

## Afleveringen

### Serieoverzicht
| Seizoen | Afleveringen | Eerst uitgezonden |
| ------- | ------------ | ----------------- |
| 1       | 9            | 10 januari 2022   |
| 2       | 8            | 1 april 2024      |

### Seizoen 1
| Aflevering | Titel                                   | geregisseerd door | Originele uitzenddatum |
| --- | --------------------------------------- | ----------------- | ---------------------- |
| 1 | "Desmond's Big Day Out"                 | Jake Ganz         | 1 april 2020           |
| Pim en Charlie worden opgeroepen om Desmond te helpen, een suïcidale man die voortdurend een pistool tegen zijn hoofd houdt. Hij vrolijkt even op als hij naar een pretpark wordt gebracht, maar gaat vervolgens nihilistisch tekeer, waardoor de optimistische Pim in een verlammende existentiële crisis terechtkomt. Ondertussen ontdekt Allan dat het kantoor wordt geteisterd door kleine wezens die "bliblies" worden genoemd. Wanneer de Vrienden met Desmond terugkomen naar het kantoor, vinden ze het kantoor overspoeld met de bliblies die Allan kruisigen. Desmond gebruikt zijn pistool om een bliblie neer te schieten, wat hem een hernieuwd gevoel van doelgerichtheid geeft en hem inspireert om een ongediertebestrijdingsdienst op te richten. Trivia: dit is de pilot-aflevering van de serie. Het werd uitgezonden als onderdeel van het jaarlijkse April Fools 'Day-evenement van Adult Swim en zou later samen met de rest van de afleveringen worden uitgezonden als onderdeel van de seriepremière. |                                         |                   |                        |
| 2 | "Mr. Frog"                              | Georgia Kriss     | 10 januari 2022        |
| De roemruchte carrière van de beroemde Mr. Frog komt in gevaar nadat hij probeert een TMZ-verslaggever op te eten. Pim en Charlie hebben de taak om de Kikker te rehabiliteren; eerst proberen de twee hem zover te krijgen dat hij stopt met drugs en hem geld te laten doneren aan de stad, wat misgaat als Frog tijdens de ceremonie per ongeluk de handen van de burgemeester afsnijdt. Vervolgens geven ze hem 'slaappillen', waarna een heldere meneer Frog iets uiterst aanstootgevends zegt in The Tonight Show met Jimmy Fallon, waardoor hij volledig op de zwarte lijst van de industrie word gezet. Ondertussen wordt Glep ingehuurd als Frog's vervanger voor The Mr. Frog Show, maar de door kijkcijfers geobsedeerde producer van de show vindt zijn gewone gedrag te "giftig" en dwingt hem zichzelf te temperen. Het publiek van de show reageert met walging op de herstart tijdens het filmen. Frog verschijnt dan in de studio om zich te verontschuldigen en eet uiteindelijk de producer op omdat hij weigert hem opnieuw in dienst te nemen, waardoor hij de liefde van het publiek herwint en rijk genoeg wordt om de show zelf te hosten. |                                         |                   |                        |
| 3 | "Shrimp's Odyssey"                      | Georgia Kriss     | 10 januari 2022        |
| In een preview voor het starten van de intro wordt het publiek gevraagd om te stemmen of een nieuw personage, "Smormu", aan de show moet worden toegevoegd als vijfde Smiling Friend. Pim en Charlie worden daarna geroepen om Shrimp te helpen, een teruggetrokken en onhandige garnaal die zijn dagen slijt met het spelen van videogames en die daardoor onlangs is verlaten door zijn vriendin Shrimpina. Charlie vindt dat Shrimp naar de toekomst moet kijken, terwijl Pim de twee wil herenigen en haar opzoekt voor een blind date met Shrimp. Pim ontwikkelt in plaats daarvan gevoelens voor Shrimpina en probeert haar te stelen, maar bedenkt zich zodra hij Charlie met een ellendige Shrimp op de afgesproken ontmoetingsplek ziet en met tegenzin de twee opnieuw voorstelt. Het blijkt dat de vrouw die Pim vond helemaal niet Shrimpina was, maar een vreemdeling genaamd Jennifer. Jennifer voelt zich echter toch aangetrokken tot Shrimp, waardoor een diepbedroefde Pim achterblijft bij Smormu - die door het publiek was gekozen - in een poging hem op te vrolijken. Een scène met postcredits laat zien dat Smormu later is doodgeslagen. |                                         |                   |                        |
| 4 | "A Silly Halloween Special"             | Georgia Kriss     | 10 januari 2022        |
| Voorafgaand aan de aflevering geeft een presentator commentaar op de verschrikkingen van het onbekende en introduceert zo het Halloween verhaal van deze aflevering. Het personeel bereid zich voor op het jaarlijkse halloweenfeest maar Mr. Boss kondigt aan dat deze niet door kan gaan omdat er geen brandhout aanwezig is voor het kampvuur. Pim neemt vrijwillig de taak op zich om brandhout te halen, maar verdwaalt in het bos en wordt aangevallen door een demonisch boswezen. Het jaagt hem terug naar het kantoor, waar de feestgangers de huidskleur van de demon aanzien voor blackface. De demon probeert zich te verdedigen maar de gasten lynchen, verbranden en eten de overblijfselen van de demon op. Dit tot grote Schock van de vier vaste werknemers en hun vriendinnen. Mr. Boss bedankt Pim voor het "redden" van Halloween terwijl hij het been van de demon verslind. De live-action presentator komt tot de conclusie dat de grootste verschrikkingen uit de eigen gedachten komen, wanneer er plotseling een agent arriveert die hem verzoekt te vertrekken. |                                         |                   |                        |
| 5 | "Who Violently Murdered Simon S. Salty? | Bob Dorian        | 10 januari 2022        |
| Na een bezoek aan de bioscoop besluiten Charlie en Pim nog een hapje te eten. Ze bezoeken Charlie's favoriete fastfoodrestaurant, het populaire Salty's. Echter in het restaurant komt Charlie erachter dat het ongezonde fastfood is vervangen door gezondere menuvarianten. Charlie wil hierover klagen bij de oprichter en eigenaar Simon S. Salty. Pim en Charlie vinden Simon echter dood in zijn kantoor. Ze bellen de politie, die uitlegt dat de afdeling moordonderzoek vanwege bezuinigingen naar een apart bedrijf is verplaatst; Mr. Boss belt vervolgens en deelt hen mee dat de Smiling Friends in feite deze nieuwe afdeling van de politie zijn en geeft hen de taak de moord uit te zoeken. Ze ondervragen Salty's personeel van levende mascottes, die allemaal alarmerend losbandig gedrag vertonen. Ze herstellen uiteindelijk beveiligingsbeelden van een stopgezette 'eeuw-ei'-mascotte die onthult dat Salty uiteindelijk was overleden aan een hartaanval als gevolg van zijn eigen ongezonde dieet (ironisch genoeg, nadat hij had gegeten wat hij had gezworen dat het zijn laatste hamburger zou zijn voordat hij zijn levenslange eetgewoonten veranderde), maar dat al zijn mascottes later na zijn dood afzonderlijk probeerden hem om hun eigen redenen te vermoorden, niet wetende dat ze een lijk aanvielen. De mascottes verlaten het restaurant en beginnen onmiddellijk grote schade aan te richten in het openbaar. In een postcreditscène begraven de Vrienden op zijn verzoek het eeuw-ei in China, waarna Charlie hem weer opgraaft als Pim zich afvraagt hoe hij smaakte. |                                         |                   |                        |
| 6 | "Enchanted Forest"                      | Georgia Kriss     | 10 januari 2022        |
| Terwijl ze op een missie zijn om de prinses van het nabijgelegen Betoverde Woud te helpen om te glimlachen voor een portret, worden Pim en Charlie op een zijspoor gebracht door een hobbitachtige bosbewoner genaamd Mip. Charlie onderneemt verschillende speurtochten ondanks zijn eerdere apathie om dit te doen, waardoor Pim jaloers wordt omdat hij al jaren droomt van het ondernemen van dit soort sprookjesachtige speurtochten en nu wordt buitengesloten door Charlie en Mip. In een vlaag van jaloezie vermoord Pim per ongeluk Mip. Berouwvol geven hij en Charlie de prinses het geschenk dat Mip voor haar had meegenomen, maar ze onthult dat Mip haar stalker was en de reden dat ze niet meer kon lachen; in de doos zit een bom, die ze in paniek weggooit. Nadat ze hoort dat Mip is vermoord kan ze weer glimlachen. In een postcreditscène, terug op kantoor, krijgt Charlie een allergische reactie op een 'drankje' dat Mip hem had aangespoord om te drinken. |                                         |                   |                        |
| 7 | "Frowning Friends"                      | Bob Dorian        | 10 januari 2022        |
| Een rivaliserend bedrijf genaamd de "Frowning Friends", gerund door een paar lookalikes van Pim en Charlie, genaamd Grim en Gnarly, vestigt zich aan de overkant van de straat en besmeuren de reputatie van de Smiling Friends wanneer ze somberheid in plaats van geluk over de stad beginnen te verspreiden. Hierdoor kelderen de winsten van het bedrijf en krijgt mr. Boss een psychotische inzinking en besluit hij de concurrentie uit te schakelen door Grim en Gnarly letterlijk te vermoorden. Grim heeft ondertussen Alan en Glep in dienst genomen als beveiliging die Pim en Charlie arresteren en spreekt het volk vanaf zijn balkon op dictatoriale wijze toe en roept ze op om onvrede en verdriet over de wereld te verspreiden. Dan als Mr. Boss met zijn geweer achter Grim opspringt smeekt en huilt Grim som zijn leven in het bijzijn van zijn aanhangers, waarbij hij onthult dat zijn nihilistische houding een schijnvertoning was. Dit zorgt ervoor dat de voormalige Frowning Friends-klanten het bedrijf boycotten en massaal vertrekken. Mr. Boss overtuigt Grim en Gnarly om voor de eerste keer te glimlachen, iets dat ze doen. Voor het eerst zijn ze gelukkig in het leven en dansen met Mr. Boss. Het geluk is echter van korte duur want ze worden snel daarna gedood door "Renaissancemannen" die te paard te passeren, tot grote ontsteltenis van Pim en Charlie. |                                         |                   |                        |
| 8 | "Charlie Dies and Doesn't Come Back     | Bob Dorian        | 10 januari 2022        |
| Charlie heeft geen zin in kerst en hoopt snel naar huis te kunnen. Echter net voor sluitingstijd verzoekt Mr. Boss zijn werknemers op een kerstboom in het bos om te hakken voor op het kantoor. In het bos maken Pim en Charlie ruzie over diens pessimistische houding. Pim vindt dat Charlie te vaak niets wilt doen. Charlie wil uit frustratie bewijzen dat dit niet het geval is en hakt agressief een boom om die daarna op hem valt en hem op gruwelijke wijze doodt. Hij wordt wakker in de hel, die bevroren is onder een dikke laag ijs omdat Satan aan een depressie lijdt. Charlie reist naar het kasteel van Satan en biedt aan hem te helpen met lachen, op voorwaarde dat Satan hem terug naar de aarde moet sturen als het hem lukt. Satan glimlacht eindelijk na een paar pogingen nadat hij Charlie pijn heeft gedaan en realiseert zich dat het martelen van mensen hem plezier geeft. Hij probeert zich echter terug te trekken uit hun deal, alleen voor God (gespeeld door Gilbert Gottfried) om in te grijpen en Charlie te helpen ontsnappen uit de Hel. God onthult dat de hele zaak een test was en hoopt dat Charlie ervan geleerd heeft om voortaan wat optimistischer te zijn en gooit Charlie terug naar de aarde waar hij letterlijk zijn eigen begrafenis crasht en zo tot ieders vreugde terugkeert. Charlie is echter getraumatiseerd en wil het er niet over hebben wat hij heeft meegemaakt. Een oudere Glep, die de aflevering de hele tijd heeft verteld, informeert zijn kleinzoon dat het verhaal echt gebeurd is en dat de hel echt bestaat voordat hij het publiek prettige kerstdagen wenst Trivia: Dit was Gilbert Gotfried's laatste rol op televisie voor diens overlijden. |                                         |                   |                        |
| 9 | "The Smiling Friends Go to Brazil!"     | Paul Ter Voorde   | 6 augustus 2022        |
| De Smiling Friends arriveren in Brazilië, maar ontdekken dat Pim is vergeten het hotel te boeken omdat hij ervan uitging dat Allan daarvoor verantwoordelijk was. Ze proberen een ander hotel in de buurt te boeken, maar ontdekken dat alles volgeboekt is omdat Mardi Gras momenteel plaatsvindt. Ze gaan in een luchthavenrestaurant zitten en bellen Mr. Boss voor advies, maar hij kan ze helaas niet helpen. Uiteindelijk accepteert de bende dat hun beste optie is om de volgende vlucht naar huis te nemen, zich niet bewust van een vliegtuig dat op het punt staat tegen een berg op de achtergrond te crashen. Deze hele reeks gebeurtenissen wordt gepresenteerd als één shot. |                                         |                   |                        |

## Productie

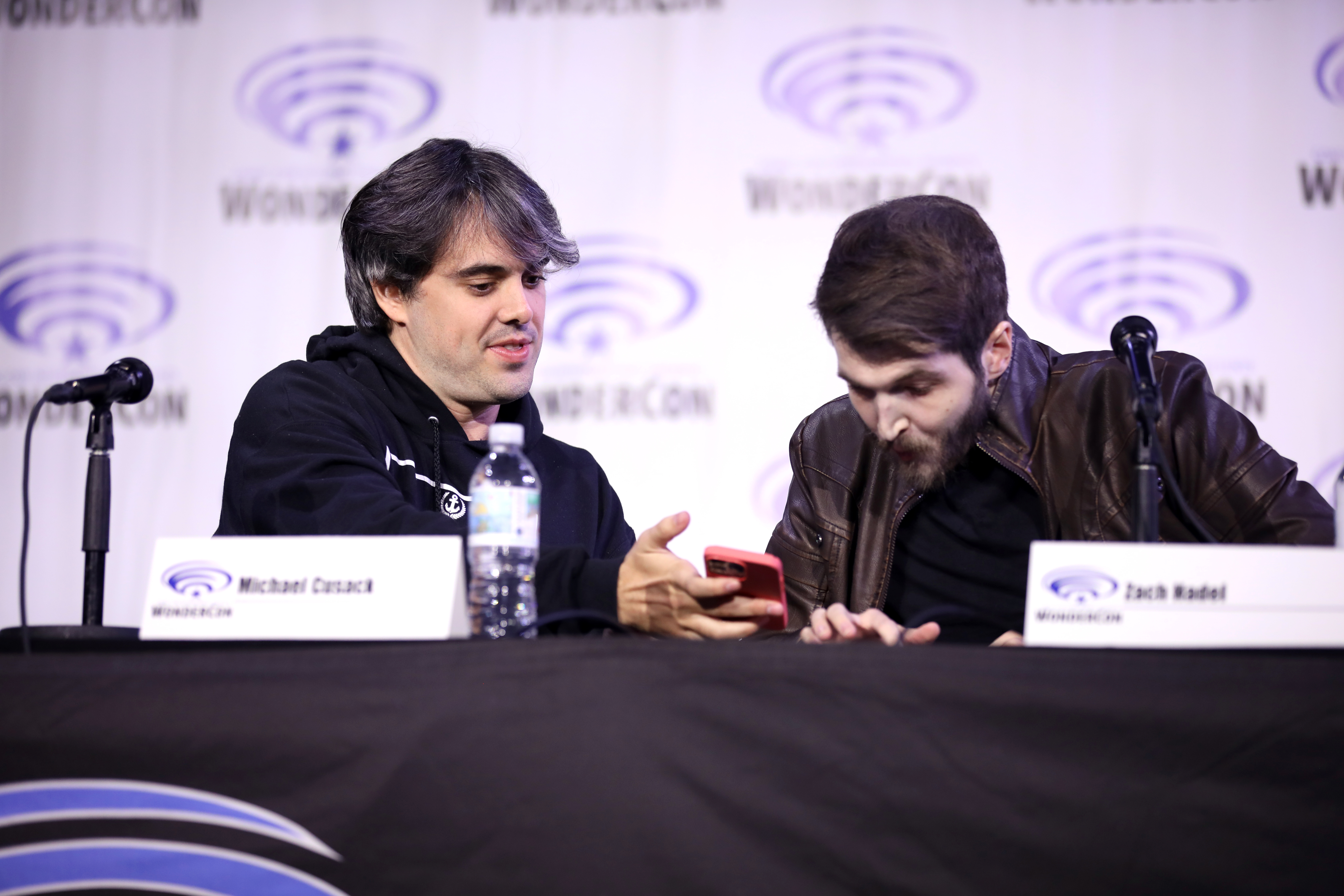
Makers Michael Cusack (links) en Zach Hadel (rechts) op Wondercon 2024

Smiling Friends is gemaakt door internet animators Zach Hadel en Michael Cusack, bekend om hun individuele animatie filmpjes en series op Newgrounds en YouTube. Het paar kende elkaar al goed online en vatte het idee voor de show in 2017 op tijdens een diner bij Gus's Chicken in Burbank, Californië, waar Cusack, die in Melbourne woont, op dat moment op bezoek was. Hadel verklaarde in een interview dat het doel van het duo voor de show was om deze te baseren op "een groep sympathieke personages, met een eenvoudig soort concept, dat we overal mee naartoe konden nemen waar we maar wilden". Ze kwamen tot het uitgangspunt van een hotline voor mensen die ongelukkig waren, die "het bindweefsel werd dat ervoor zorgde dat alles in elkaar klikte". Hadel verklaarde echter dat, hoewel "het bedrijf een belangrijk aspect van de show is, het in werkelijkheid de springplank is" en dat ze "afleveringen hebben waarin het helemaal niet eens om de baan gaat". Het paar noemde South Park en Seinfeld als een van de grootste invloeden van de show. Het duo ontwikkelde de kunststijl van de show als een 50/50 mix van hun eigen, op internet bekende, individuele stijlen, hoewel Cusack opmerkte dat zijn eigen tekeningen de neiging hebben om door een "laatste Zach-glans" te gaan. De serie begon onder de werktitel Little Helpers, met een geheel andere cast.
Hadel en Cusack presenteerde het idee voor de serie aan Adult Swim, die in 2018 groen licht gaf voor de productie van een pilot. Hadel had eerder geprobeerd de webserie Hellbenders die hij samen met een andere YouTuber, Chris O'Neill, had gemaakt aan Adult Swim te verkopen, maar het project werd niet opgepikt terwijl een onafhankelijk geproduceerde pilot tijdens de productie op de plank lag; O'Neill zou later het themalied van Smiling Friends componeren. Cusack creëerde de Rick and Morty -korte Bushworld Adventures, die in 2018 in première ging als een April Fool's Day- stunt op het netwerk, en creëerde ook de serie YOLO: Crystal Fantasy, die in augustus 2020 in première ging.
De pilot van Smiling Friends, die het duo beschouwt als de eerste officiële aflevering, werd op 1 april 2020 uitgezonden op Adult Swim en kreeg veel positieve recensies en werd de meest bekeken aflevering van alle shows op de website van het netwerk. Het netwerk bestelde vervolgens in mei 2021 zeven extra afleveringen. Hadel en Cusack fungeerden als showrunners en waren betrokken bij alle aspecten van de productie; van schrijven, storyboards, karakterontwerpen, uiteindelijke animatie en geluidsontwerp, wat het duo zelf ongebruikelijk vond voor een animatieserie voor volwassenen. Volgens Hadel was het budget voor het hele eerste seizoen gelijk aan dat van een enkele aflevering van Family Guy (naar schatting 2.000.000 dollar).
De show wordt voornamelijk geanimeerd door Studio Yotta en Princess Bento Studio, een joint venture tussen het Australische mediabedrijf Princess Pictures en de Amerikaanse animatiestudio Bento Box Entertainment. De studio heeft daarnaast gewerkt aan Cusack's andere animatieseries, zoals seizoen 2 van YOLO en de originele Hulu- serie Koala Man .
Adult Swim vernieuwde de serie op 9 februari 2022 voor een tweede seizoen
Op 18 mei 2022 maakte Hadel op Twitter bekend dat er ergens voor het tweede seizoen een special zou verschijnen. Een vermelding voor een aflevering met de titel "The Smiling Friends Go to Brazil!" verscheen op 21 juli op Rotten Tomatoes en werd de volgende dag bevestigd door Hadel en Cusack tijdens het San Diego Comic Con- panel van Adult Swim. Het werd uitgezonden op 6 augustus 2022. De aanlooppromotie voor de aflevering suggereerde met opzet een meer conventionele vakantie-aflevering dan wat daadwerkelijk werd gepresenteerd, met een poster van de Smiling Friends die ontspannen op een Braziliaans strand, en een samenvatting die suggereerde dat de aflevering zou gaan over de personages die gezamenlijk op vakantie gaan en relaxen in een prachtige Braziliaanse badplaats. De daadwerkelijke aflevering was dat de personages in werkelijkheid de luchthaven van Brazilië niet eens konden verlaten doordat ze vergeten waren een hotel te boeken en daarom besloten om maar direct terug naar huis te vliegen.
Tijdens het panel van Adult Swim op de New York Comic Con in oktober 2023 werd bevestigd dat het tweede seizoen in 2024 in première zou gaan en een verscheidenheid aan animatiestijlen zou blijven verkennen, zoals gestileerde 2D, 3D, stop-motion, rotoscoping en live. -actie-inhoud.

## Uitzendingen
De pilot ging aanvankelijk in première op Adult Swim in de Verenigde Staten en Canada op 1 april 2020, tijdens het première-evenement van April Fools van het netwerk.
De serie ging officieel in première op 10 januari 2022 om 12.00 uur met de afleveringen "Mr. Frog" en "Shrimp's Odyssey". De rest van de serie werd vervolgens in zijn geheel uitgezonden in een onaangekondigde première-marathon.
In Canada ging de serie gelijktijdig in première op Adult Swim en werden er wekelijks nieuwe afleveringen uitgezonden. De serie ging later in première op E4 in het Verenigd Koninkrijk op 21 januari 2022, en Adult Swim in Frankrijk op 24 januari 2022
De serie is in Nederland en België sinds 2022 te zien via de streamingdiensten van HBO Max en Apple TV+.

## DVD Release
Warner Bros. Home Entertainment bracht het eerste seizoen op dvd en Blu-ray uit op 29 augustus 2023.

## Ontvangst
Lex Briscuso van New York Magazine prees de toon en animatiestijl van de show, met name het gebruik van "zenuwslopende close-ups en de griezelige ondersteunende karakterontwerpen". Margaret Lyons van The New York Times prees de humor van de show en vergeleek deze met Aqua Teen Hunger Force. Noah Dominguez van Comic Book Resources maakte deze vergelijking ook, en prees de show bovendien als "uniek" en prees de "bizarre humor" en "surrealistische toon".